# Roisin Nuala Brehony

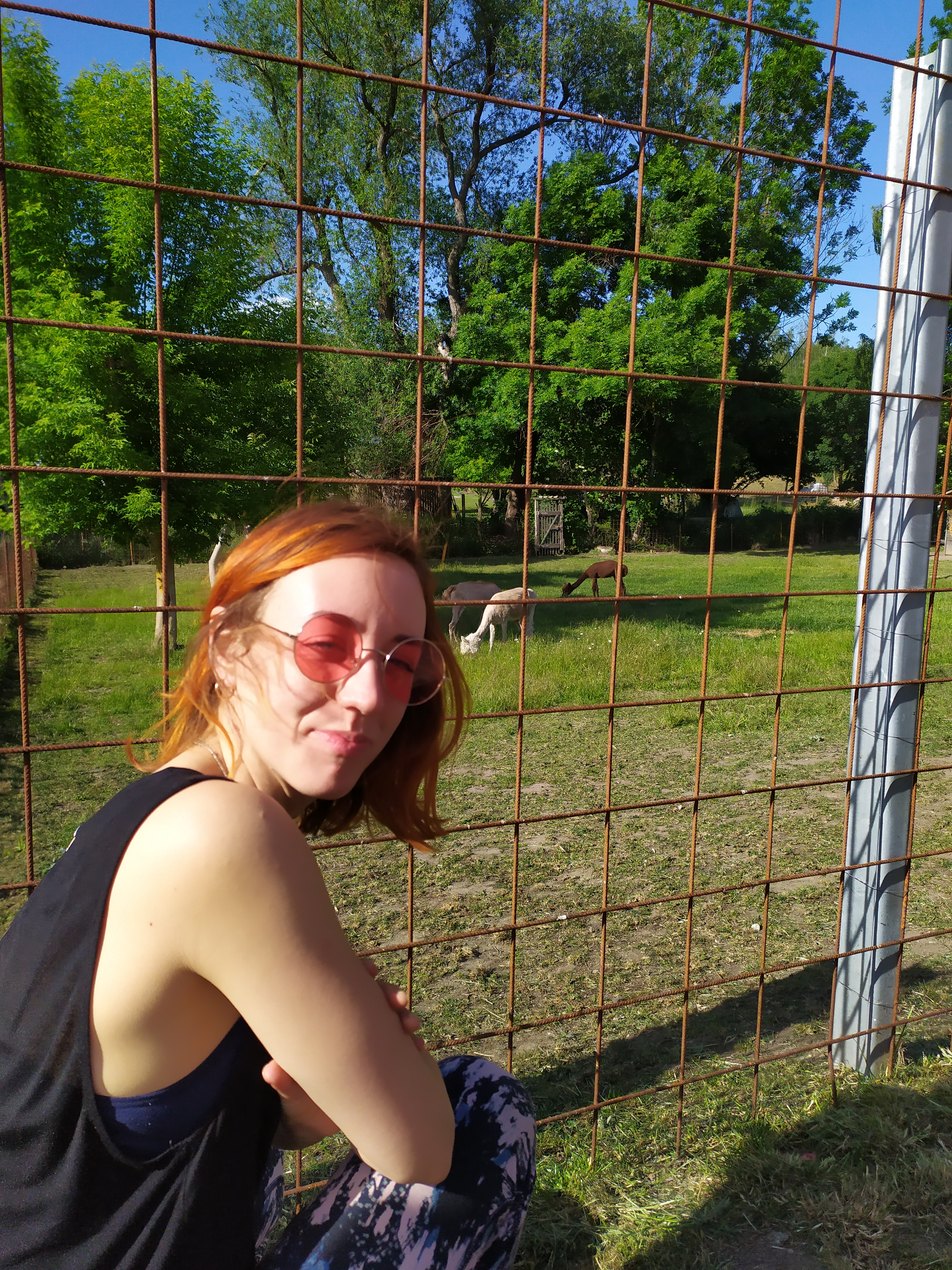
Roisin Nuala Brehony, 2020

Roisin Nuala Brehony [ˈroːʃiːn ˈn̪uəɫə brəˈhɔni] (irische Schreibung Róisín; * 24. Januar 1990 in Manchester) ist eine britisch-irische Schauspielerin und Sängerin, die in Berlin lebt.

## Werdegang
Brehony wurde in Wythenshawe, Manchester geboren. Sie wuchs im Ortsteil Woodhouse Park in einem typisch britischen Reihenhaus auf. Roisin Brehony hat eine ältere Schwester, einen älteren, sowie einen jüngeren Bruder Leon Francis Patrick Brehony. Sie ging zur St Paul’s Catholic High School und engagierte sich in verschiedenen Theatergruppen.
Sie lernte als Kind von ihrer Großmutter Pauline Brehony das Singen. Pauline Brehony war Opernsängerin und Schrifterstellerin. Roisin absolvierte ihre Schauspielausbildung am Rose Bruford College of Theatre and Performance in London und am Columbia College Chicago und studierte Comedy mit Tutoren aus The Second City.
Roisin Brehony steht bei Crawford Talents unter Vertrag. Im Jahr 2019 nahm sie an einer Fahrrad-Theater-Tour der Theaterkompanie The HandleBards in Großbritannien teil. 2020 fand eine ähnliche Tour in Asien und Australien statt, welche aufgrund der Corona-Pandemie abgebrochen werden musste. Sie ist des Weiteren die Stimme im Hype-Video des Manchester City Women’s Football Club.

## Theater
| Jahr | Titel                                                      | Rolle                         | Regisseur              |
| ---- | ---------------------------------------------------------- | ----------------------------- | ---------------------- |
| 2016 | Romeo and Juliet                                           | Juliet                        | Paul Warwick           |
| 2017 | Macbeth                                                    | Macbeth                       | Thea Beyleveld         |
| 2017 | Eclipse                                                    | Mandy                         | Claire Sharpe          |
| 2018 | Tough Love                                                 | Becka                         | Gemma Paget            |
| 2018 | Imersive Screening: Romy and Michelles High School Reunion | Romy / Various                | Megan Marie Griffiths  |
| 2018 | Romeo and Juliet                                           | Abram / Apothecary            | Kayleigh Hawkins       |
| 2019 | The Tempest UK Tour                                        | Caliban / Ferdinand / Antonio | Nel Crouch             |
| 2020 | The Tempest Asian/Australian Tour                          | Caliban / Ferdinand/Antonio   | Nel Crouch / Paul Moss |

## Filmografie
- 2017: The Rats[8]
- 2017: Good Girls
- 2018: BEAT IT[9]
- 2019: Terminal Happiness[10]

## Sonstiges
Roisin Brehony lebt in Berlin. Sie ist Fußballfan von Manchester City und SV Babelsberg 03.